# Walulisobrug
De Walulisobrug (Duits: Walulisobrücke) is een pontonbrug in het 22e Weense district Donaustadt. De brug verbindt de linkeroever van de Donau met Donauinsel, een klein eiland naast de Donau. De brug werd geopend in 1998 en is enkel toegankelijk voor voetgangers en fietsers. Bij hoogwater is de brug niet beschikbaar.